# Куркаби
Куркаби (дарг. Куркӏабегӏе) — село в Акушинском районе Дагестана. Входит в состав Сельсовета Тебекмахинский. Согласно переписи 1926 года состояло из двух отсёлков: Куркабе-Махи Верхн. (74 чел.) и Куркабе-Махи Нижн. (84 чел.)

## География
Расположено в 14 км к северо-западу от с. Акуша, на р. Акуша (бассейн р. Казикумухское Койсу).

## История
Образовано в 1960-е годы путем слияния сел Верхнее Куркабимахи и Нижнее Куркабимахи.

## Население
| 1970 | 1989 | 2002 | 2010 | 2021 |
| ---- | ---- | ---- | ---- | ---- |
| 146  | ↗225 | ↗385 | ↘338 | ↘183 |